# Убийство студента Иванова

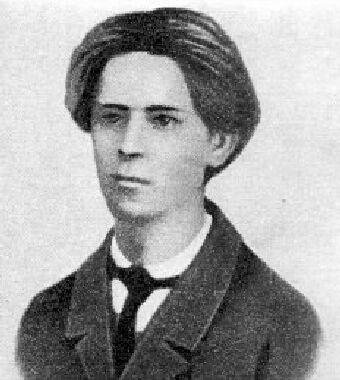
Сергей Нечаев

Убийство студента Иванова (также «Нечаевское дело») — громкое убийство, совершённое в 1869 году революционным кружком «Народная расправа» под руководством С. Г. Нечаева. Преступление вдохновило Ф. М. Достоевского на создание его романа «Бесы».

## Причины убийства
В 1869 году нечаевцы решили организовать выступления солидарности (расклейку листовок) в Петровской академии по случаю очередных студенческих волнений в Московском университете. Такие действия были явной провокацией властей к закрытию академии или её частей, поэтому один из авторитетных членов кружка, 23-летний студент академии Иван Иванов, выступил против. Почувствовав угрозу своему единовластию, Нечаев решил сплотить группу с помощью убийства.
С этой целью Нечаев обвинил Иванова в предательстве и сотрудничестве с властями (в ходе судебного процесса об убийстве выяснилось, что обвинение было ложным и Иванов с властями не сотрудничал). В детали были посвящены лишь два участника кружка: студент Алексей Кузнецов и бывший тюремный надзиратель Николай Николаев.

## Место убийства

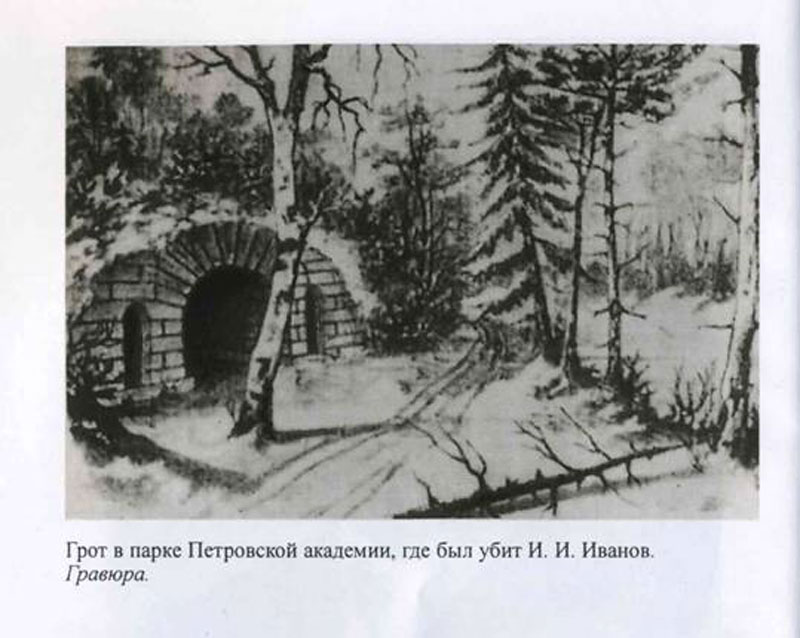
Двусторонний (Нечаевский) грот был уничтожен студентами Академии

Для убийства был выбран старинный грот в парке Петровской сельскохозяйственной академии. Этот грот XVIII века, когда-то расположенный на берегу заболоченного пруда слева от центральной аллеи Исторического парка, за главным зданием Тимирязевской академии, был разрушен уже в 1890-е годы.
Московские экскурсоводы часто водят интересующихся приезжих к сохранившемуся в парке другому гроту начала XIX века, ошибочно указывая на него как на место преступления.
Нечаев заманил Иванова в грот под предлогом изъятия типографского станка из тайника, в котором его якобы в 1866 году спрятал перед арестом Николай Ишутин (никакого станка в гроте закопано не было).

## Убийство
Утром 21 ноября 1869 года Нечаев появился в квартире, которую снимали Кузнецов и Николаев, возле Бронных улиц, и позвал туда литератора Ивана Прыжова и Петра Успенского. Из квартиры вся группа направилась в Петровско-Разумовское для встречи с Ивановым.
План Нечаева состоял в том, чтобы задушить Иванова шарфом (хотя на всякий случай Николаев имел при себе револьвер). Прыжов и Успенский об истинной цели похода в грот не знали (как выяснилось позже на суде, многие члены кружка даже не знали о существовании «Катехизиса революционера»). Выполнить план не удалось; сопротивление Иванова привело к тому, что его оглушили ударами по голове, после чего сам Нечаев добил жертву выстрелом в голову из револьвера, принадлежавшего Николаеву.
После убийства труп обернули в пальто Кузнецова, нагрузили кирпичами и опустили в пруд под лёд в надежде скрыть убийство до весны.
Однако уже 25 ноября 1869 года случайно проходивший мимо крестьянин села Петровские Выселки Пётр Калугин увидел у грота шапку, башлык и дубину, прошёл по кровавому следу к пруду и обнаружил труп подо льдом на глубине в полметра. После опознания тела сокурсниками дело было взято под контроль шефом губернского жандармского управления И. Л. Слезкиным (такое внимание было связано с тем, что Иванов состоял на учёте у жандармов как революционер).

## Арест, суд и приговор
Документы, забытые убийцами в кармане пальто Кузнецова, немедленно указали следствию на Успенского и самого Кузнецова. Уже к концу декабря Успенский, Кузнецов, Прыжов были арестованы вместе с другими членами «Народной расправы» — братьями Лихутиными и Негрескулом. Живший по чужому паспорту Николаев был арестован в феврале 1870 года.
В связи со значимостью дела суд проходил в Петербургской Судебной палате с 1 по 15 июля 1871 года. Открытые судебные заседания проходили в условиях широкой гласности (отчёты заседаний печатал созданный незадолго до процесса «Правительственный вестник»); вина подсудимых была установлена собранными уликами и признаниями самих убийц. На стороне защиты выступили известные адвокаты В. Д. Спасович, Д. В. Стасов, А. М. Унковский.
К делу привлечено было 87 человек, в их числе В. И. Ковалевский (впоследствии товарищ министра финансов), В. И. Лунин, М. А. Тихомиров. Все участники убийства Иванова приговорены к каторжным работам:
- Успенский — 15 лет;
- Прыжов — 12 лет;
- Кузнецов — 10 лет;
- Николаев — 7,5 года,

другие обвиняемые — к более мягким наказаниям, большинство (в том числе Ковалевский) — оправданы.
Сам Нечаев немедленно после убийства бежал в Швейцарию, где продолжил революционную работу среди российских студентов. Россия сумела добиться от Швейцарии его выдачи, и 2 августа 1872 года Нечаев был арестован, а затем через два месяца этапирован в Москву, где содержался в Сущёвской полицейской части на Селезнёвской улице. Суд состоялся 8 января 1873 года и приговорил Нечаева к 20 годам каторжных работ; ввиду особой опасности преступника по указу Александра II Нечаева поместили в Алексеевский равелин Петропавловской крепости (и даже там он сумел распропагандировать охранников, но заговор был раскрыт, и после ужесточения условий содержания Нечаев умер в камере 21 ноября 1882 года).
Прыжов умер на поселении после каторги; Кузнецов отбыл весь срок и скончался 80-летним в 1928 году. Остальные убийцы умерли на каторжных работах.

## Реакция общества
В ходе процесса «Катехизис революционера» оказался опубликованным. Благодаря этому, а также показаниям убийц, преступление в глазах общества превратилось в зловещую угрозу всему современному миру. Революционеры объявили смертельную войну на уничтожение; и убийство ясно показало, что они не шутили.
Фёдор Михайлович Достоевский знал о подробностях дела не только из газет, но и из рассказов брата жены Ивана Сниткина, студента Петровской академии, который лично знал как самого Иванова, так и некоторых из его убийц. Убийство послужило для Достоевского толчком к написанию романа «Бесы».
По мнению А. С. Баранова, роман писался не с целью полемики собственно с революционерами, а как обвинение либеральной интеллигенции, вроде Грановского (выведенного в романе под именем Верховенского-старшего) и Тургенева (Кармазинова), которая, с точки зрения Достоевского, своей бездумной поддержкой «нечаевых» и сделала «бесов» смертельно опасными.
Раскрытие «нечаевского дела» подтолкнуло Михаила Салтыкова-Щедрина к написанию последней главы своего романа «История одного города», в которой он сатирически изобразил идеи радикальных социалистов.